# Etruria padana
En el siglo VIII antes de Cristo, los etruscos expandieron su poder hacia el norte y sur de Italia, específicamente hacia la Emilia, y la Campania; allí fundaron los dominios etruscos que son conocidos hoy en día bajo los nombres de Etruria Padana y Etruria Campana. Moviéndose desde el norte de las ciudades-Estado de la Dodecapolis Toscana, penetraron por el valle del Po a través de los pasos Apeninos.

## Historia

La civilización etrusca y su expansión (750-500 a. C.).

Los ancianos escritores griegos y latinos nos cuentan que hubo una expansión etrusca en el sur de Italia, la actual región de Campania, y hacia el norte en el Valle del Po aún en el siglo IX a. C.
Siguiendo sus métodos usuales, los conquistadores etruscos se solaparon en las zonas colonizadas con los antiguos habitantes, imponiendo su cultura y sus instituciones políticas. Consecuentemente, como en la Toscana, las ciudades que fundaron en el Valle del Po y a lo largo de la costa adriática formaron una dodecápolis (una federación o liga de doce ciudades), pero de la Dodecápolis Toscana original no sabemos en realidad qué ciudades la formaban. Dentro de la Etruria Padana se supone que fueron Felsina (Bolonia), Espina y Marzabotto, mientras que solo podemos suponer si también pertenecieron a ella Rávena, Cesena, Rimini, Modena, Parma, Piacenza, Mantua y posiblemente, aunque es improbable, Milán.
El fundador de estas ciudades y de las de su Liga había sido Ocnus, hermano o hijo de Aulestes (o Auletes), según algunos autores, o Tarchon, según otros. Lo más probable, como indican los datos arqueológicos, es que se tengan que aceptar ambas tradiciones, pero también debe ser atribuida a dos momentos diferentes de cambio político en el marco político y económico de la Etruria Padana.
Una primera colonización etrusca referida al legendario Tarchon, se puede datar hacia la temprana Edad de Hierro (siglo IX a. C). Ésta tenía el objetivo de encontrar nuevas tierras para usos agrarios; una segunda colonización, datada hacia la mitad del siglo VI a. C, puede ser atribuida al mucho más legendario Ocnus. La última colonización supuso la reorganización de toda la región Padana a fin de incrementar su utilidad para los negocios y comercios etruscos.
Durante el siglo VI a. C, Etruria experimentó significativas transformaciones sociales, políticas y económicas. El proceso formativo de las ciudades-Estado había concluido, dentro de estas entidades políticas; el poder de las grandes familias aristocráticas fue igualado y luego reemplazado por el de una nueva clase social de hombres cuya riqueza estaba basada principalmente en el comercio.

## Las ciudades de la Etruria Padana
Desde finales del siglo IX a. C. el asentamiento humano en el Valle Bajo del Po, previamente organizado en pequeños grupos de cabañas dispersas a lo largo del país y mayoritariamente habitado por los umbríos u otros pueblos itálicos, se centra en algunas grandes áreas urbanas como Bolonia, la principal ciudad de la Etruria Padana, y Verucchio, entonces un asentamiento floreciente en el corazón de la Romana, por iniciativa de los colonos etruscos.

### Felsina
El área alrededor de Bolonia has sido habitada desde el siglo IX a. C., como se evidencia con las excavaciones arqueológicas en el siglo XIX en la cercana Villanova. Este periodo, y hasta el siglo VI, es de hecho referido generalmente como "villanoviano" y tuvo varios núcleos de gente dispersa alrededor de esta área. En los siglos VII-VI a. C., Etruria empezó a tener una influencia en esta área, y la población fue desde la Umbria hacia la Etruria. El pueblo fue renombrado como Felsina. 
- Datos: Q3592566